# Люхіке-ялг
Люхіке ялг (ест. Lühike jalg - "коротка нога") — вулиця у старому місті Таллінна, що з'єднує вулиці Пікк ялг і Ратаскаеву. Люхіге ялг також виходить в Сад данського короля у Вишгороді. Люхіке-ялг сполучає верхню, дворянську, частина міста з нижньою, купецькою.

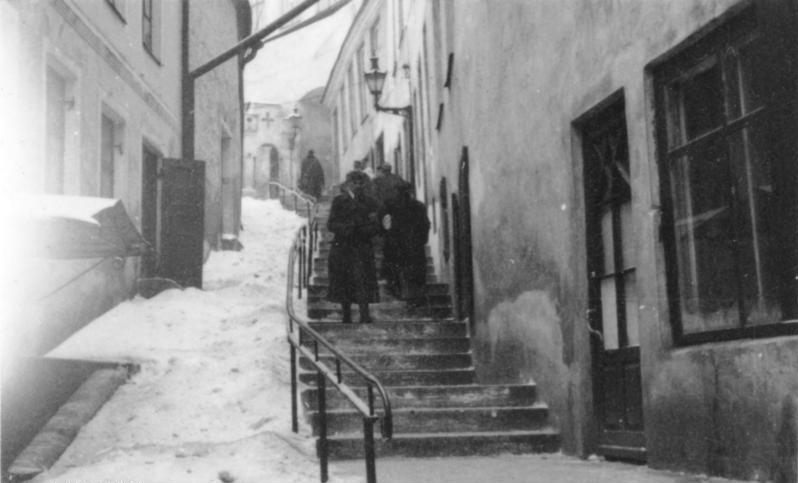
Люхіке ялг, 1943 рік

## Назва
Люхіке-ялг вперше згадується у 1353 р. з назвою brevis mons, (латиною — «коротка гора»), потім в 1371 р. під назвою  parvus mons (латина — «маленька гора»). У латинських джерелах вона відома також як descensus montis ad mare (латина — «схил гори в бік моря»).
З 1428 р. відома нижньосаксонська назва korter berg («коротка гора»), З 1500 року aastast Korter dombergh — («коротка Домська гора»).
Нинішню естономовну назву, згідно з Антоном фон Хелле (1732) — lühhike jalg (як німецьку він наводить der kurtze Dohmberg ('коротка Домська гора'). Офіційна естонська назва до 1939 р. — Lühike jalg, з 10 листопада 1939 р. — Lühijalg, і з 8 липня 1966 знову — Lühike jalg.
Офіційна німецька назва в XX столітті Kurzer Domberg, а російськомовна назва початку XX століття — Малый Вышгородский подъем.

## Історія
До виникнення вулиць Фалгі та Команданді Люхіге-ялг разом з Пікк-ялг були єдиними пішохідними дорогами, які сполучали нижнє місто та Вишгород.
У місці з'єднання вулиці з Пікк-ялг знаходитися одна з двох збережених в Таллінні надбрамних веж.

## Церемонія відкриття воріт в День Таллінна
Існує традиція, згідно з якою 15 травня кожного року в День Таллінна, прем'єр-міністр Естонії (уряд Естонії розташовано у верхній частині міста) має постукати у закриту браму на вулиці Люхіке-ялг і попросити впустити його до Нижнього міста, після чого мер відкриває браму і разом з прем'єром спускається в Нижнє місто вітати городян.

## Цікаві факти
- Через дві ноги різної довжини — Люхіке-ялг (коротка нога) і Пікк-ялг (довга нога) Таллінн часто називають «кульгавим містом».
- На розі Пікк-ялг та Люхіке-ялг у верхній їх частині, в середині XV століття була зведена вежа, яка закривалася з боку Нижнього міста і служила захистом для простих ревельців, що жили внизу, від дворян Вишгорода.